# Colle vinylique
 (février 2022).
Si vous disposez d'ouvrages ou d'articles de référence ou si vous connaissez des sites web de qualité traitant du thème abordé ici, merci de compléter l'article en donnant les références utiles à sa vérifiabilité et en les liant à la section « Notes et références ».

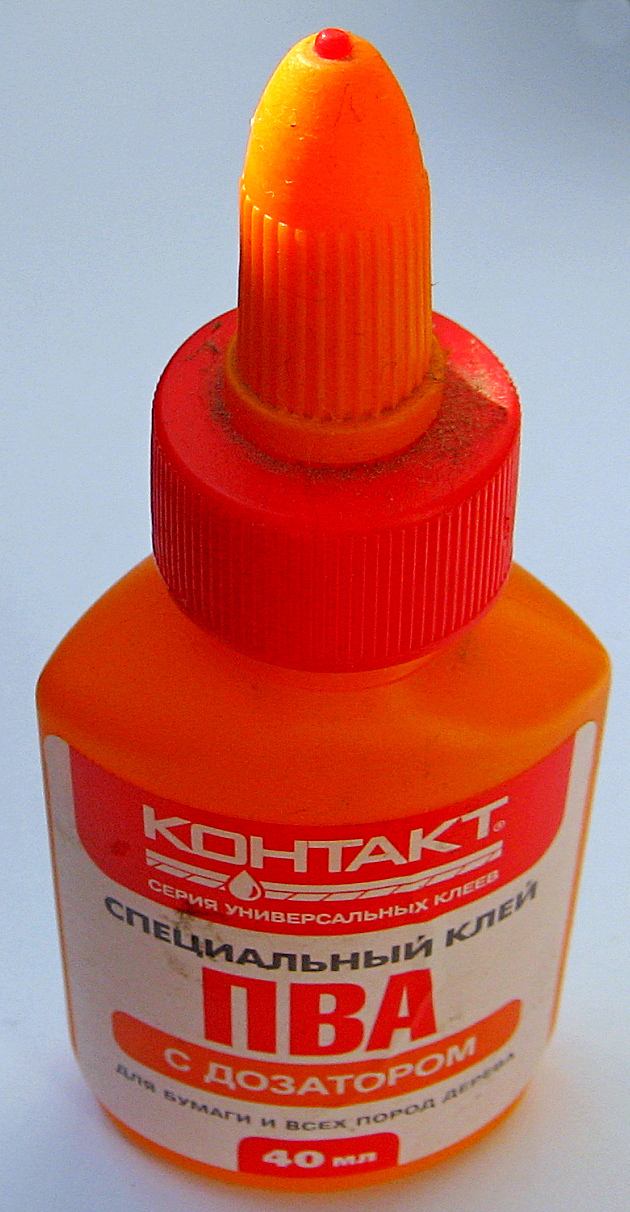
Colle vinylique.

Les colles vinyliques sont des colles blanches destinées à coller le bois et tous ses dérivés, comme le liège ; elles peuvent aussi servir à réunir des matériaux tels que le papier, le carton, le tissu et le verre, et aussi à la fabrication de porcelaine froide. Pour des questions de séchage, une des deux surfaces doit être absorbante, par exemple bois sur verre mais pas verre sur verre. Par ailleurs, ces colles ne conviennent qu'aux matériaux hydrophiles (donc pas aux plastiques) et sont incompatibles avec les métaux, surtout le fer avec lequel une réaction chimique a lieu (oxydation du fer à cause de la présence d'eau). Elles sont constituées de polyacétate de vinyle (ou PVAc) en solution aqueuse.

## Mise en œuvre
Les colles vinyliques conviennent aux travaux de menuiserie intérieure, à la reliure des livres, et à la réparation d'objets non soumis à l'humidité.

### Application
- Nettoyer les surfaces à encoller. Si la surface est très lisse et imperméable une légère abrasion au papier de verre peut améliorer l’adhérence.
- Encoller les surfaces à l'aide d'un pinceau ou d'une spatule, si la surface est poreuse (style panneau d'aggloméré) et absorbe tout, il faut alors passer une seconde couche. Si au cours du serrage, la colle ne bave pas à la jointure c'est que la quantité était insuffisante. Lorsque les surfaces ne sont pas parfaitement planes et ne se touchent que par endroits on peut « charger » la colle, c'est-à-dire la mélanger avec de la sciure de bois, de la céramique en poudre ou autre (mais pas de limaille) selon les natures des pièces à coller.
- Assembler les deux pièces ; leur position peut être rectifiée tant que la colle reste humide.
- Presser fortement les pièces à assembler, essuyer les bavures avec un linge humide et maintenir à l'aide de serre-joint.
- Respecter le temps de séchage dont la durée peut varier du simple au triple (suivant la composition de la formule), mais en général ne dépasse pas 24h.
- Si nécessaire, découper les bavures de colle encore souples à l'aide d'un cutter.

Après séchage, le film de colle devient transparent et pratiquement invisible. Toutefois, la colle imperméabilise le bois. Si on avait à le teindre (brou de noix, lasure, vernis teintant), les bavures de colle apparaîtraient ; en revanche la peinture ne pose pas de problème.

### Décollage
Un ancien collage à la colle vinylique peut être assoupli et décollé par injection de vinaigre. On peut aussi utiliser la chaleur, si l'objet la supporte, celle d'un fer à repasser par exemple.

### Conservation
En cas d'épaississement il suffit d'ajouter de l'eau et de mélanger, en faisant attention au risque de croupissement à long terme de cette eau si elle n'est pas pure.
Il faut garder la colle à l’abri du gel qui peut la détruire.